# ماریتا لیندال
ماریتا لیندال (انگلیسی: Marita Lindahl; ۷ اکتبر ۱۹۳۸ – ۲۱ مارس ۲۰۱۷ (۷۸ سال)) مدل و ملکه زیبایی اهل فنلاند بود. او در سال ۱۹۵۷ برنده دوشیزه دنیا شد.